# Крістіан Вільяґран
Крістіан Вільяґран (ісп. Cristian Villagrán; нар. 20 січня 1982) — колишній аргентинський тенісист.
Найвищу одиночну позицію світового рейтингу — 200 місце досяг 7 липня 2008, парну — 115 місце — 6 лютого 2006 року.

## Фінали ATP Челленджер і ITF Ф'ючерс

### Одиночний розряд: 28 (20–8)
| Легенда              |
| -------------------- |
| ATP Челленджер (1–2) |
| ITF Ф'ючерс (19–6)   |

| Фінали за покриттям |
| ------------------- |
| Тверде (0–0)        |
| Ґрунт (20–8)        |
| Трава (0–0)         |
| Килим (0–0)         |

| Результат | В-П  | Дата     | Турнір                              | Рівень     | Покриття | Суперник                    | Рахунок                 |
| --------- | ---- | -------- | ----------------------------------- | ---------- | -------- | --------------------------- | ----------------------- |
| Перемога  | 1–0  | Чер 2002 | Чилі F1, Сантьяго                   | Ф'ючерс    | Ґрунт    | Філліп Арбое                | 7–5, 6–2                |
| Перемога  | 2–0  | Вер 2002 | Болівія F3, Санта-Крус-де-ла-Сьєрра | Ф'ючерс    | Ґрунт    | Дієго Гартфілд              | 6–4, 6–4                |
| Перемога  | 3–0  | Тра 2004 | Аргентина F1, Буенос-Айрес          | Ф'ючерс    | Ґрунт    | Cha Bo-ram                  | 6–3, 6–3                |
| Перемога  | 4–0  | Тра 2004 | Аргентина F2, Буенос-Айрес          | Ф'ючерс    | Ґрунт    | Карлос Берлок               | 6–4, 6–2                |
| Поразка   | 4–1  | Тра 2004 | Аргентина F3, Буенос-Айрес          | Ф'ючерс    | Ґрунт    | Карлос Берлок               | 4–6, 2–6                |
| Поразка   | 4–2  | Лип 2004 | Сан-Бенедетто, Італія               | Челленджер | Ґрунт    | Даніеле Браччалі            | 6–7(3–7), 1–6           |
| Перемога  | 5–2  | Сер 2004 | Чилі F1B, Сантьяго                  | Ф'ючерс    | Ґрунт    | Хуліо Перальта              | 6–4, 6–4                |
| Перемога  | 6–2  | Вер 2004 | Аргентина F5, Буенос-Айрес          | Ф'ючерс    | Ґрунт    | Орасіо Себальйос            | 6–2, 6–1                |
| Перемога  | 7–2  | Жов 2004 | Болівія F2, Санта-Крус-де-ла-Сьєрра | Ф'ючерс    | Ґрунт    | Леонарду Таваріш            | 6–3, 6–3                |
| Перемога  | 8–2  | Бер 2006 | Аргентина F1, Буенос-Айрес          | Ф'ючерс    | Ґрунт    | Бріан Дабуль                | 6–2, 6–3                |
| Перемога  | 9–2  | Бер 2006 | Аргентина F2, Буенос-Айрес          | Ф'ючерс    | Ґрунт    | Себастьян Декуд             | 6–2, 2–6, 6–4           |
| Поразка   | 9–3  | Кві 2006 | Аргентина F3, Буенос-Айрес          | Ф'ючерс    | Ґрунт    | Едуардо Шванк               | 6–4, 3–6, 4–6           |
| Перемога  | 10–3 | Кві 2006 | Уругвай F2, Монтевідео              | Ф'ючерс    | Ґрунт    | Хуан-Мартін Арангурен       | 6–2, 6–3                |
| Перемога  | 11–3 | Тра 2006 | Аргентина F5, Буенос-Айрес          | Ф'ючерс    | Ґрунт    | Едуардо Шванк               | 6–4, 6–1                |
| Перемога  | 12–3 | Чер 2006 | Аргентина F9, Буенос-Айрес          | Ф'ючерс    | Ґрунт    | Бріан Дабуль                | 6–1, 6–2                |
| Перемога  | 13–3 | Лип 2006 | Мантуя, Італія                      | Челленджер | Ґрунт    | Джорджо Галімберті          | 6–2, 5–7, 6–4           |
| Перемога  | 14–3 | Лип 2007 | Італія F21, Болонья                 | Ф'ючерс    | Ґрунт    | Енріко Бурці                | 3–6, 6–1, 6–3           |
| Перемога  | 15–3 | Лип 2007 | Італія F22, Карпі                   | Ф'ючерс    | Ґрунт    | Маттео Марраї               | 6–7(1–7), 6–3, 6–2      |
| Перемога  | 16–3 | Лип 2007 | Італія F23, Палаццоло-сулл'Ольйо    | Ф'ючерс    | Ґрунт    | Марсело Чарпентьєр          | 5–7, 6–1, 6–4           |
| Перемога  | 17–3 | Лип 2007 | Італія F24, Модена                  | Ф'ючерс    | Ґрунт    | Томас Фаббіано              | 6–0, 6–1                |
| Поразка   | 17–4 | Жов 2007 | Португалія F4, Порту                | Ф'ючерс    | Ґрунт    | Леонарду Таваріш            | 6–4, 1–6, 2–6           |
| Поразка   | 17–5 | Жов 2007 | Португалія F5, Ешпіню               | Ф'ючерс    | Ґрунт    | Хосе Антоніо Санчес де Луна | 3–6, 2–6                |
| Поразка   | 17–6 | Гру 2007 | Уругвай F1, Монтевідео              | Ф'ючерс    | Ґрунт    | Алехандро Фаббрі            | 6–3, 6–7(3–7), 3–6      |
| Перемога  | 18–6 | Кві 2009 | Італія F7, Падуя                    | Ф'ючерс    | Ґрунт    | Юліан Райстер               | 1–6, 7–6(7–5), 6–0      |
| Поразка   | 18–7 | Лип 2009 | Сан-Бенедетто, Італія               | Челленджер | Ґрунт    | Фабіо Фоніні                | 7–6(7–5), 6–7(2–7), 0–6 |
| Перемога  | 19–7 | Сер 2014 | Швейцарія F5, Лозанна               | Ф'ючерс    | Ґрунт    | Максіміліано Естевес        | 6–4, 0–6, 6–2           |
| Поразка   | 19–8 | Вер 2015 | Швейцарія F5, Лозанна               | Ф'ючерс    | Ґрунт    | Роберто Маркора             | 6–7(5–7), 7–6(7–2), 4–6 |
| Перемога  | 20–8 | Сер 2016 | Швейцарія F4, Лозанна               | Ф'ючерс    | Ґрунт    | Лоран Локолі                | 6–4, 6–7(6–8), 6–3      |

### Парний розряд: 28 (23–5)
| Легенда              |
| -------------------- |
| ATP Челленджер (7–1) |
| ITF Ф'ючерс (16–4)   |

| Фінали за покриттям |
| ------------------- |
| Тверде (2–0)        |
| Ґрунт (21–5)        |
| Трава (0–0)         |
| Килим (0–0)         |

| Результат | В-П  | Дата     | Турнір                              | Рівень     | Покриття | Партнер               | Суперники                                 | Рахунок               |
| --------- | ---- | -------- | ----------------------------------- | ---------- | -------- | --------------------- | ----------------------------------------- | --------------------- |
| Перемога  | 1–0  | Лип 2000 | Аргентина F7, Конкордія             | Ф'ючерс    | Ґрунт    | Хуан Пабло Бжезіцькі  | Себастьян Декуд Патрісіо Аркес            | 6–3, 6–1              |
| Поразка   | 1–1  | Жов 2000 | Болівія F2, Кочабамба               | Ф'ючерс    | Ґрунт    | Родольфо Даруйч       | Ґуставо Маркассіо Патрісіо Руді           | 1–6, 2–6              |
| Перемога  | 2–1  | Жов 2000 | Болівія F3, Санта-Крус-де-ла-Сьєрра | Ф'ючерс    | Ґрунт    | Хуан Пабло Бжезіцькі  | Хайме Фільйоль мол. Мігель Міранда        | 7–5, 6–3              |
| Перемога  | 3–1  | Жов 2000 | Парагвай F1, Асунсьйон              | Ф'ючерс    | Ґрунт    | Хуан Пабло Бжезіцькі  | Марсіу Карлссон Рікарду Шлахтер           | 7–5, 6–3              |
| Перемога  | 4–1  | Кві 2001 | Аргентина F4, Мендоса               | Ф'ючерс    | Ґрунт    | Хуан Пабло Гусман     | Дієго дель Ріо Леонардо Ольгін            | 6–2, 3–6, 6–3         |
| Перемога  | 5–1  | Жов 2001 | Колумбія F1, Богота                 | Ф'ючерс    | Ґрунт    | Хуан Пабло Гусман     | Едуарду Борер Луїс Марафеллі              | 6–4, 7–6(7–1)         |
| Поразка   | 5–2  | Сер 2002 | Іспанія F8, Денія                   | Ф'ючерс    | Ґрунт    | Антоніо Пасторіно     | Жульєн Кюаз Яспер Сміт                    | 6–3, 2–6, 4–6         |
| Перемога  | 6–2  | Січ 2003 | Ямайка F1, Монтего-Бей              | Ф'ючерс    | Тверде   | Карлос Берлок         | Дієґо Веронельї Хуан Пабло Гусман         | 7–5, 6–4              |
| Перемога  | 7–2  | Лис 2003 | Аргентина F5, Буенос-Айрес          | Ф'ючерс    | Ґрунт    | Карлос Берлок         | Крістіан Кордас Андрес Дельяторре         | 6–7(6–8), 7–5, 6–3    |
| Перемога  | 8–2  | Чер 2004 | Нідерланди F1, Алкмар               | Ф'ючерс    | Ґрунт    | Дієго Гартфілд        | Като Дзюн Жан-Жульєн Роєр                 | 6–2, 6–3              |
| Поразка   | 8–3  | Жов 2004 | Болівія F2, Санта-Крус-де-ла-Сьєрра | Ф'ючерс    | Ґрунт    | Хуан-Мартін Арангурен | Тьяго Алвес Жуліо Сілва                   | 3–6, 7–5, 0–6         |
| Перемога  | 9–3  | Бер 2005 | Салінас, Еквадор                    | Челленджер | Тверде   | Хуан Пабло Бжезіцькі  | Серхіо Ройтман Хуан Пабло Гусман          | 6–2, 6–4              |
| Поразка   | 9–4  | Тра 2005 | Аргентина F3, Кордова               | Ф'ючерс    | Ґрунт    | Матіас Нієміс         | Пабло Куевас Орасіо Себальйос             | 2–6, 2–6              |
| Перемога  | 10–4 | Чер 2005 | Сассуоло, Італія                    | Челленджер | Ґрунт    | Хуан Пабло Бжезіцькі  | Сімоне Ваньйоцці Пауль Капдевіль          | 7–6(7–5), 6–2         |
| Перемога  | 11–4 | Сер 2005 | Трані, Італія                       | Челленджер | Ґрунт    | Карлос Берлок         | Іраклій Лабадзе Джорджо Галімберті        | 4–6, 6–2, 6–4         |
| Перемога  | 12–4 | Лют 2006 | Флоріанополіс, Бразилія             | Челленджер | Ґрунт    | Хуан Пабло Бжезіцькі  | Мірко Пегар Джанлука Назо                 | 7–6(7–3), 6–2         |
| Перемога  | 13–4 | Бер 2006 | Аргентина F2, Буенос-Айрес          | Ф'ючерс    | Ґрунт    | Бріан Дабуль          | Едуардо Шванк Матіас О'Ніль               | 2–6, 6–4, 6–2         |
| Перемога  | 14–4 | Кві 2006 | Аргентина F3, Буенос-Айрес          | Ф'ючерс    | Ґрунт    | Бріан Дабуль          | Едуардо Шванк Естебан Дзанетті            | 6–4, 6–2              |
| Перемога  | 15–4 | Тра 2006 | Аргентина F5, Буенос-Айрес          | Ф'ючерс    | Ґрунт    | Бріан Дабуль          | Дієґо Крістін Мартін Віларрубі            | 6–4, 6–7(5–7), 6–3    |
| Перемога  | 16–4 | Тра 2006 | Аргентина F7, Буенос-Айрес          | Ф'ючерс    | Ґрунт    | Бріан Дабуль          | Рікардо Чіле-Фонте Сандор Мартінес-Брейхо | 6–1, 2–6, 6–1         |
| Перемога  | 17–4 | Чер 2006 | Аргентина F9, Буенос-Айрес          | Ф'ючерс    | Ґрунт    | Бріан Дабуль          | Дієґо Крістін Марсель Фельдер             | 6–7(2–7), 6–3, 7–5    |
| Перемога  | 18–4 | Лип 2006 | Ріміні, Італія                      | Челленджер | Ґрунт    | Хуан Пабло Бжезіцькі  | Габр'єл Морару Васіліс Мазаракіс          | 6–2, 5–7, [10–6]      |
| Перемога  | 19–4 | Вер 2006 | Белен (Бразилія), Бразилія          | Челленджер | Ґрунт    | Бріан Дабуль          | Алессандро да Коль Франческо Піккарі      | 6–1, 7–6(7–5)         |
| Перемога  | 20–4 | Чер 2007 | Італія F16, Чезена                  | Ф'ючерс    | Ґрунт    | Едуардо Шванк         | Алессандро да Коль Франческо Піккарі      | 6–3, 6–2              |
| Перемога  | 21–4 | Жов 2007 | Португалія F4, Порту                | Ф'ючерс    | Ґрунт    | Янн Марті             | Пабло Сантос Давід Марреро                | без гри               |
| Поразка   | 21–5 | Січ 2008 | Ла-Серена, Чилі                     | Челленджер | Ґрунт    | Себастьян Декуд       | Ніколас Лапентті Едуардо Шванк            | 4–6, 0–6              |
| Перемога  | 22–5 | Кві 2009 | Італія F6, Верчеллі                 | Ф'ючерс    | Ґрунт    | Матьє Гюна            | Алехандро Фаббрі Леандро Мігані           | 7–5, 6–4              |
| Перемога  | 23–5 | Лип 2009 | Сан-Бенедетто, Італія               | Челленджер | Ґрунт    | Стефано Янні          | Стефан Робер Нільс Десайн                 | 7–6(7–3), 1–6, [10–6] |